# Garry Shandling
Garry Emmanuel Shandling (Chicago, 29 november 1949 – Los Angeles, 24 maart 2016) was een Amerikaans komiek, acteur, scenarioschrijver en producent.

## Biografie
Shandling werd in zowel 1995 als 1996 genomineerd voor een Golden Globe voor zijn hoofdrol als Larry Sanders in de satirische komedieserie The Larry Sanders Show. Hij werd voor zijn werkzaamheden als hoofdrolspeler, scenarioschrijver én producent hiervan in totaal negentien keer genomineerd voor een Primetime Emmy Award. Hij kreeg die prijs in 1998 één keer daadwerkelijk toegekend (samen met Peter Tolan), voor het schrijven van de aflevering Flip. Daarnaast won hij voor zijn rol als Larry Sanders in zowel 1988, 1998, als 1999 een American Comedy Award.
Shandling overleed in 2016 op 66-jarige leeftijd aan een longembolie.

## Filmografie

### Films als acteur
*Exclusief televisiefilms
- The Jungle Book (2016, stem)
- Captain America: The Winter Soldier (2014)
- The Dictator (2012)
- Iron Man 2 (2010)
- Over the Hedge (2006, stem)
- Trust the Man (2005)
- Zoolander (2001)
- Town & Country (2001)
- What Planet Are You From? (2000)
- Hurlyburly (1998)
- Dr. Dolittle (1998, stem)
- Mixed Nuts (1994)
- Love Affair (1994)
- The Night We Never Met (1993)

### Televisieseries als acteur
*Exclusief eenmalige gastrollen
- The Larry Sanders Show - Larry Sanders (1992-1998, 89 afleveringen)
- It's Garry Shandling's Show - 'Garry Shandling' (1986-1990, 71 afleveringen)

### Als scenarioschrijver
*Exclusief eenmalige afleveringen
- What Planet Are You From? (2000, film)
- The Larry Sanders Show (1992-1998, 89 afleveringen)
- Garry Shandling: Stand-Up (1991, televisiefilm)
- It's Garry Shandling's Show (1986-1990, 71 afleveringen)
- The Garry Shandling Show: 25th Anniversary Special (1986, televisiefilm)
- Doctor Duck's Super Secret All-Purpose Sauce (1986, sketchverzameling)
- Garry Shandling: Alone in Vegas (1984, televisiefilm)
- Sanford and Son (1975-1976, vier afleveringen)

### Als producent
*Exclusief kortfilms
- The Making of 'The Larry Sanders Show' (2007, documentaire, uitvoerend producent)
- What Planet Are You From? (2000, film)
- The Larry Sanders Show (1992-1998, 89 afleveringen)
- Garry Shandling: Stand-Up (1991, televisiefilm, uitvoerend producent)
- It's Garry Shandling's Show (1987-1990, 85 afleveringen, uitvoerend producent)
- The Garry Shandling Show: 25th Anniversary Special (1986, televisiefilm, uitvoerend producent)
- Garry Shandling: Alone in Vegas (1984, televisiefilm)

- Biblioteca Nacional de España: XX1528954
- Bibliothèque nationale de France: cb142265489 (data)
- Gemeinsame Normdatei: 102314834X
- International Standard Name Identifier: 0000 0000 4057 638X
- Library of Congress Control Number: no98076296
- MusicBrainz: 6e7072a3-8f88-4334-b064-6baba9fe332a
- Nationale Bibliotheek van Israël: 987007323460005171
- Nederlandse Thesaurus van Auteursnamen: 073430404
- Istituto Centrale per il Catalogo Unico: RAVV446108
- Virtual International Authority File: 27278449
- WorldCat: E39PBJj4wKKrtC49MrtcQtWYyd